# Santiago Ontañón
Santiago Ontañón, né à Santander (Espagne) en 1903 et mort à Madrid le 26 août 1989, est un acteur et décorateur espagnol.

## Filmographie partielle

### Comme acteur
- 1957 : Faustina de José Luis Sáenz de Heredia
- 1959 : El día de los enamorados de Fernando Palacios
- 1963 : Le Bourreau de Luis García Berlanga
- 1963 : Scaramouche d'Antonio Isasi-Isasmendi
- 1964 : La Tulipe noire de Christian-Jaque
- 1971 : Varietés de Juan Antonio Bardem

### Comme décorateur
- 1961 : Madame Sans-Gêne de Christian-Jaque
- 1961 : Le Gladiateur invincible d'Alberto De Martino et Antonio Momplet
- 1969 : Le Château de Fu Manchu de Jesús Franco
- 1970 : Les Inassouvies de Jesús Franco
- 1973 : Roses rouges et Piments verts de Francisco Rovira Beleta
- 1974 : Attention, on va s'fâcher ! de Marcello Fondato